# Nadabius eigenmanni
Nadabius eigenmanni är en mångfotingart som först beskrevs av Charles Harvey Bollman 1888.  Nadabius eigenmanni ingår i släktet Nadabius och familjen stenkrypare. Inga underarter finns listade i Catalogue of Life.